# Колядки

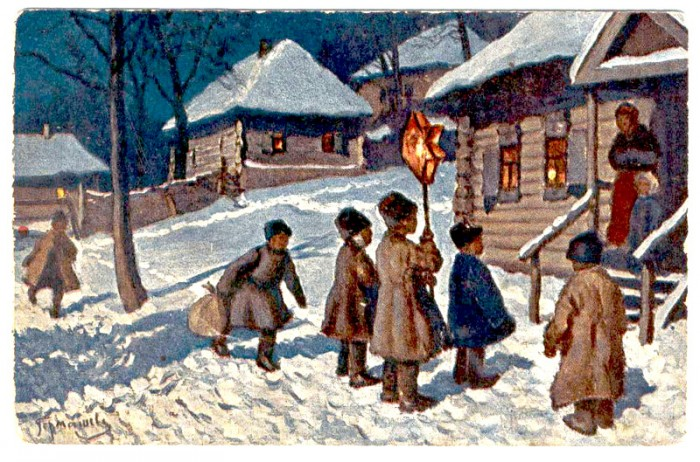
М. Гермашов. «Із зіркою» (1916). Колядники початку XX сторіччя

Коля́дки — величальні календарно-обрядові пісні зимового циклу свят, переважно у слов'янських народів. Первісно колядки супроводжували язичницькі обряди, дуже стійкими виявились обряди Коляди, пов'язані з ушануванням новонародженого сонця, культом предків. За християнства колядки асоціюються передусім із Різдвом, у своїх текстах відображають «народне християнство», переосмислення язичницького світогляду й ритуалів. Виконавці колядок традиційно називаються колядниками, а виконання колядок — колядуванням.

## Загальний опис

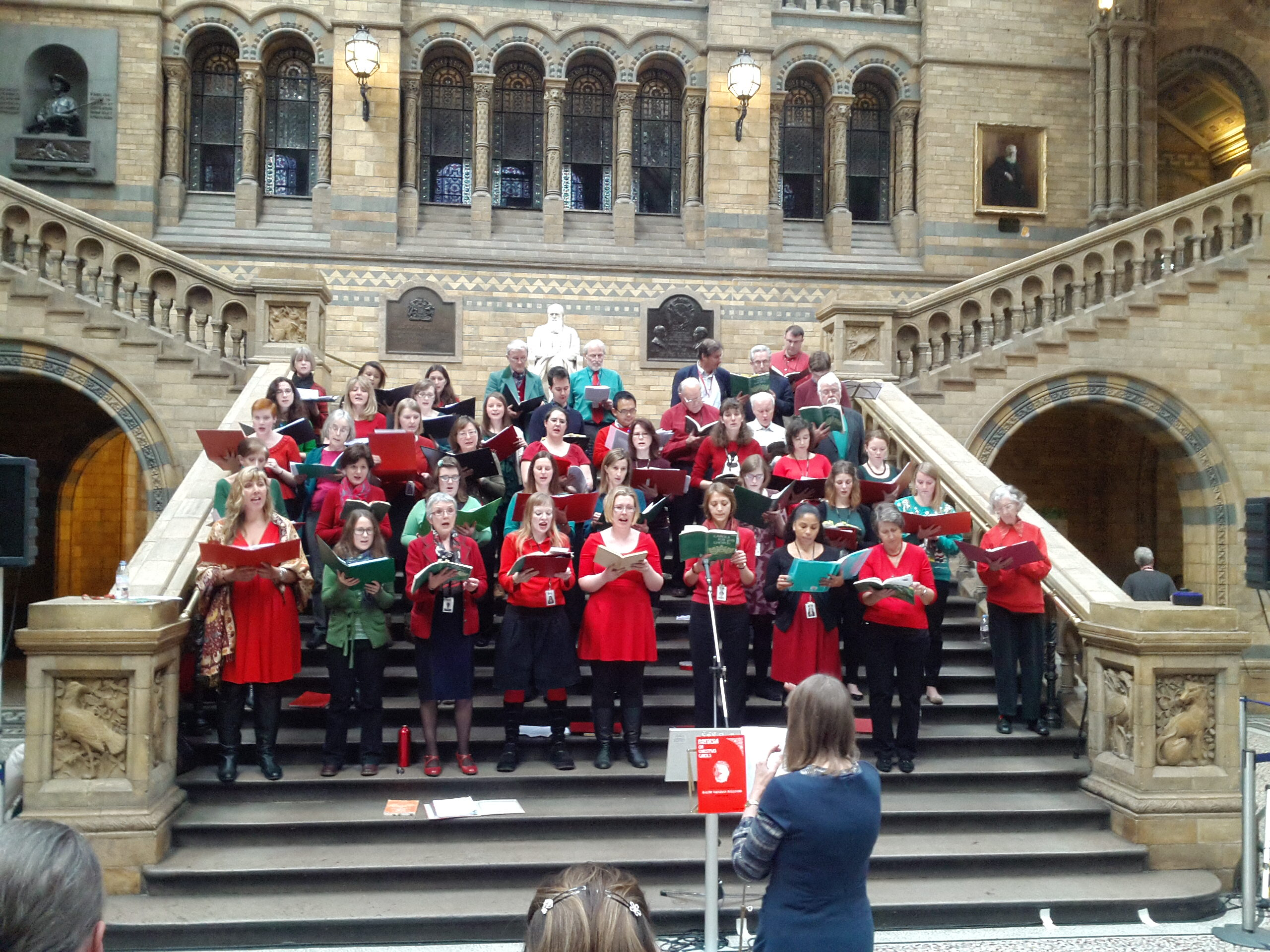
Хор співає колядки в Музеї природничої історії, Лондон

Колядки в розумінні різдвяних пісень поширені в християн різних обрядів. У Західній традиції вони переважно описують різні біблійні епізоди, що передують Різдву Христовому. Хоча такі колядки виникли на основі язичницьких, які співалися впродовж свят усього року, за утвердження християнства збереглися тільки зимові. Найдавніші задокументовані колядки відомі з часів Римської імперії. Язичницьких складових у сучасних католицьких і протестантських колядок практично не лишилося.
У колядках спостерігається значна питома вага сюжетів княжої доби (цим колядки й щедрівки перегукуються з весіллям), казкових і релігійних сюжетів, а також про часи Київської Русі.
Серед східних слов'ян колядки найбільш поширені в українців. У порівнянні з російськими й білоруськими колядками, українські мають відчутні християнські мотиви. Українська релігійна духовність перетворила свято Коляди в різдвяне таїнство, у свято морального й тілесного оновлення.
Слід розрізняти колядки (народні пісні світського, величального характеру) й коляди (пісні релігійного змісту) — приурочені до одного з найголовніших християнських свят — Різдва Христового. У колядках, що дійшли до наших днів, архаїчні мотиви й образи перепліталися з біблійними: народження, життя, муки, смерть і Воскресіння Христа. Окреме місце посідають церковні коляди авторського, книжного походження («Тиха ніч, свята ніч», «Нова радість стала» й інші).

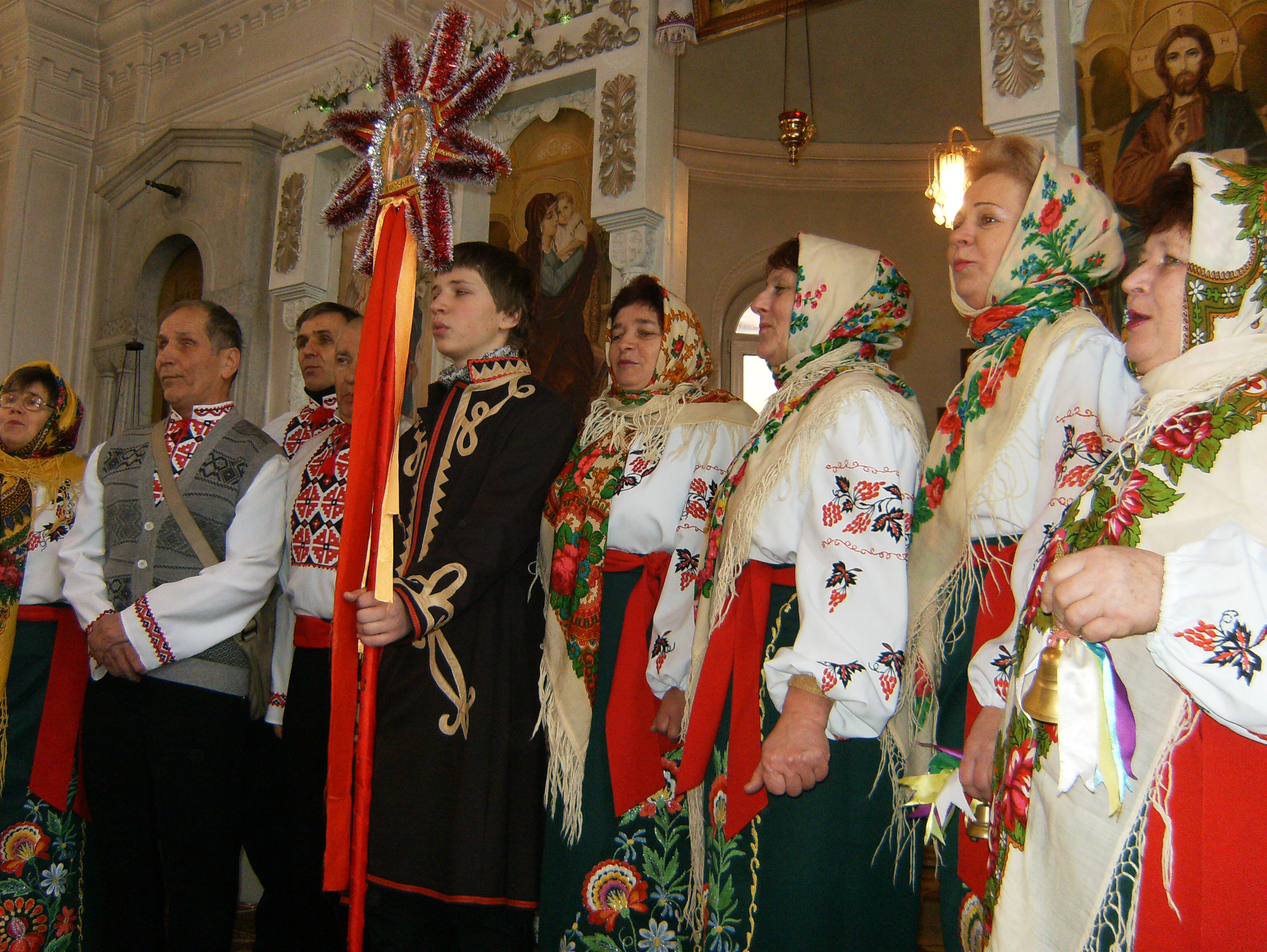
Колядники у церкві святої мучениці Олександри Херсона

За словами Г. Лужницького, «з колядками історія українського театру входить у фазу так званої магії слова. Дух уяви примітивної людини був мітичний і магічний, а колядки за своєю генезою — це первісні магічні формули, де заклинач є актором, бо під час заклинання він грає роль майбутнього „я“, або вищої сили».
Із запровадженням на Русі християнської релігії як державної (хрещення Русі) обряд колядування був пристосований до святкування Різдва Христового. Священники й ченці створили нові релігійні колядки з біблійними образами, які також набули великої популярности серед народу. У колядках, за традицією, ушановували всіх членів родини: господаря, господиню, хлопця, дівчину. Колядування поєднувалося з відповідною театралізованою виставою, танцями, музикою. Колядували групами, попередньо розподіливши обов'язки: отаман «береза», «звіздар», «міхоноша» й «ряджені».
Митрополит Василь Липківський так характеризував колядки у різдвяній проповіді «Значення колядок»:

Як гарно в наших колядках сполучаються й останки цього ще поганського часу і величне світло віри Христової на нашому чисто народньому, національному ґрунті! Колядки, це, безумовно, чисто народний твір, і по змісту, і по співах, але разом з розвитком народного життя на зміст колядок робились різні впливи, і найбільше, безумовно, з боку духовної науки. В часи розвитку наших українських братств і братських шкіл, бурсаки цих шкіл і їх навчителі, що в ту пору здобували собі до життя співами кантів і колядок у свята, внесли багато шкільної науки в колядки…

Хоча більшість колядок пов'язані з Різдвом, існують і призначені для співання в інші свята. Так, через тиждень після Коляди 31 грудня (13 січня) відзначається Щедрий вечір (день християнської святої преподобної Меланії). Цей день також відомий як свято Маланки. За традицією, святкування супроводжується обходом хат із побажанням людям щастя, здоров'я й добробуту в новому році. Щедрування здійснюється театралізованими групами: «Маланка» й «Василь» і «Ряджені». Коли порівняти колядки та щедрівки («Щедрик, щедрик, щедрівочка, прилетіла ластівочка»), то в щедрівках згадують ластівок, весну, сіяння жита. Це свідчить про те, що давні слов'яни відзначали початок нового року навесні.

## Дохристиянські колядки

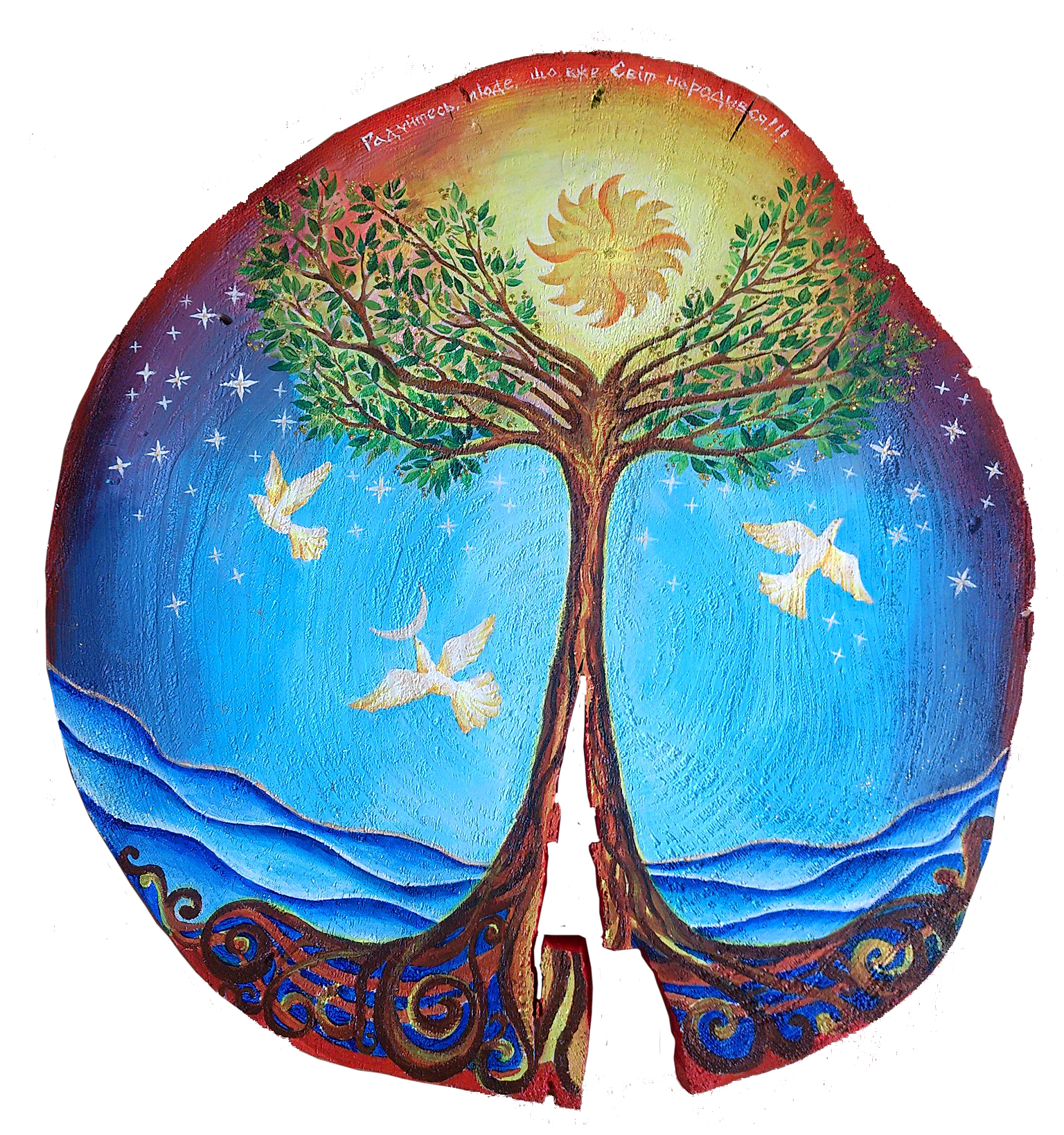
Авторське уявлення язичницької світобудови, що описана в колядці «Ой як то ще було із нащада світа»

Увесь корпус колядок нині поділяється на язичницькі (давніші за часом створення) і християнські. Більшість етнологів ще в ХІХ — ХХ ст. дійшли до думки, що християнське величання народження Ісуса Христа наклалося на давнє язичницьке славлення повороту Сонця на зростання, тобто свято зимового сонцестояння, свято Коляди або Коротуна (Корочуна, Корочюна).
За однією з легенд, у цей день Сонце з'їдає змій Коротун[джерело?]. Усесильна богиня Коляда в дніпровських водах народжувала нове сонце — маленького Божича. Язичники намагалися захистити новонародженого. Вони проганяли Коротуна, який прагнув з'їсти нове Сонце.
Щойно на небі сходила Зоря, колядники ходили від хати до хати, щоб сповістити людей про народження нового Сонця, і зображення цього сонця носили з собою («різдвяна зірка»). Ця традиція збереглася й до сьогодні. Заходили у двір, будили господаря й співали його родині величальних пісень про Сонце, місяць, зорі. Ці пісні й стали називати колядами, чи колядками.
У колядках різних регіонів України є оригінальний мотив створення світу птахами-деміургами — коли голуби спускаються на дно моря за піском, з якого постане земля (наприклад, колядка «Ой, як то ще було із нащада світа»). У старовинній пісні карпатських слов'ян співається:
«В той час, коли не було ні землі, ні неба, тільки одне синє море — серед цього моря стояло два дуба, а на дубах сиділи два голуби; голуби спустилися на дно моря, дістали піску і каменю, з яких і створилися земля, небо і небесні світила».
Співають цю колядку з деякими змінами і в інших регіонах України, наприклад, на Київщині.
За християнства ця колядка набула відповідного релігійного змісту. Три голуби, що думали над створенням світу, сидячи на дубах або на Дереві Життя посеред світового океану, перетворилися на Господа й апостолів Петра й Павла. Оновлену таким чином колядку в Україні знають як «Ой, як же було ізпрежди віка».
Міфологічний сюжет, відображений у цій старовинній колядці, існував ще за доби скіфів: на бронзовому рельєфі зі скіфського кургану є й дерево з птахами, і сонце, і місяць. Подібні сюжети можна знайти й на українських вишитих рушниках аж до початку XX століття. Дослідники вважають, що це дерево — символ галактики, яку тримає так зване Дерево світу, що єднає Землю, космос і потойбічний світ померлих.
Існують колядки, які містять інший міт про створення Всесвіту:
Пане господарю!
На твоїм подвір'ї верба стоїть,
Тонка, висока, листом широка.
На тій вербі трійця горіла.
Три гистри впало, три морі стало…
Тут вогонь трійці палаючих свічок перетворюється на воду, присутнє і Дерево Всесвіту. Ця колядка разом з народними обрядами свят Коляди, Водохреща, Стрітення, Купала, існуванням обрядового підсвічника-«трійці» свідчить про збереження українцями аж до нашого часу елементів однієї з найдавніших релігій — культу єднання вогню (космічного чи земного) та води, що є набагато древнішим, ніж культ Сонця. Залишки цього культу збереглися і Бразилії, у обрядах зустрічі Нового року, коли опівночі люди виходять на берег океану, запалені свічки встромляють у пісок, заходять у воду і розкидають квіти. Українці вірили, що вогонь здатен перетворюватись на воду, надавати їй інших цілющих якостей, а вода здатна так само впливати на вогонь, освячуючи його. Ці вірування були настільки міцними, що Православна Церква після хрещення Русі князем Володимиром Святославичем була змушена вводити нові обряди й свята, через що релігієзнавці її називають Церквою Київської традиції.
А ось приклад колядки, яка присвячена Сонцю:
Ой у полі плужок оре,
Славен ти є, славен єси,
Славне сонечко на небеси!

## У сучасній культурі

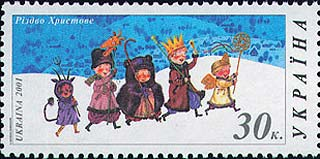
Колядники на українській поштовій марці

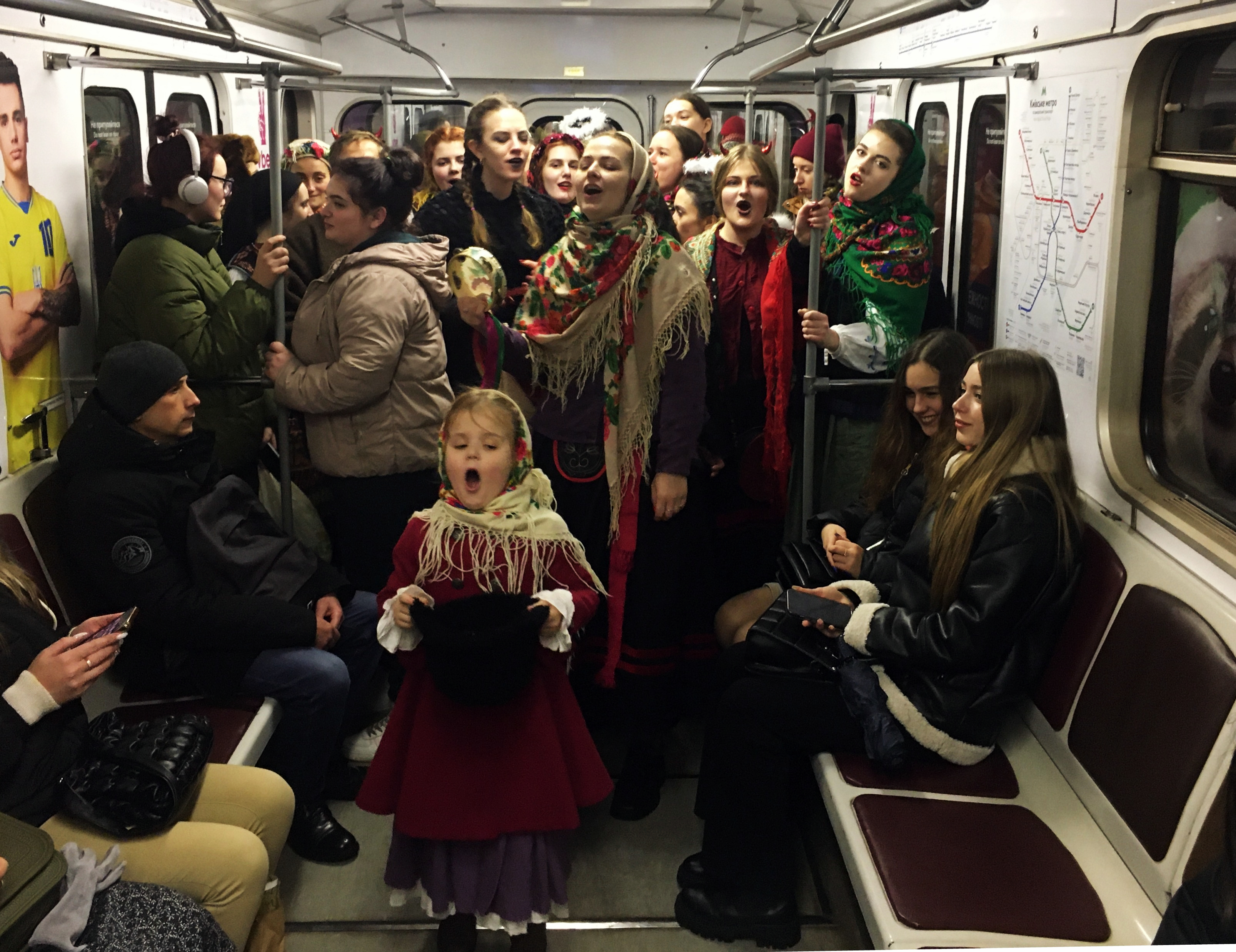
Колядники співають колядки у вагоні Київського метрополітену 25 грудня 2023 р.

За обробку й відновлення колядок бралися видатні композитори: Микола Лисенко, Станіслав Людкевич та ін. Окрім колядок, в Україні співають також інші обрядові пісні впродовж зимових свят: щедрівки й засівалки. І хоч у наш час ці поняття переплелися й перейняли риси одне одного, у кожного з них фактично є своє призначення. Окрім того, деякі українські колядки присвячені постаті святого Миколая. Українці в цьому не унікальні. Серби й Чорногорці також співають колядки до святого Миколая, щоправда, здебільшого у рамках церковних богослужінь. Католики Чехії, Словаччини, Білорусі, що відзначають день Миколая 6 грудня, співають колядки, також присвячені святому. Разом із тим, чехи й словаки колядують і на день святого Стефана,який є державним святом у цих країнах і шанується, як друге Різдво.
Українські католики й протестанти, що святкують Різдво за західним стилем, співають колядки 24—25 грудня.
Разом із тим у Чехії й Словаччині починають співати колядки ще раніше — 29 листопада.

## Відмінності від щедрівок та засівалок
Традиційно різниця між колядками, щедрівками та засівалками суттєва. Колядки виконують на Різдво, щедрують — напередодні Нового року. А засівають вже в перший день Нового року.
В колядках прославляють народження Христа, а щедрівками бажають добробуту родині, багатого урожаю і т. ін. Засівалки за змістом схожі на щедрівки, однак їх співають вранці на свято святого Василя. Це чітко відображається в текстах: якщо у щедрівках є постійне повторення слів про «добрий вечір» або «щедрий вечір», то в схожих за змістом та побажаннями засівалках повторюється «Сію-вію, посіваю» та подібні слова, адже саме вранці на Новий рік традиційно хлопці засівають зерном хати сусідів та родичів, приспівуючи відповідні обрядові пісні. Окрім того, у деяких засівалках згадується Святий Василь.

## Цікаві факти
В 2023 році, вперше за 400 років, прозвучала Софійська войовнича колядка, яка була створена в 1630-ті роки ще за часів Петра Могили. Вона описує створення світу, будівництво київського Софійського собору, війну та перемогу за допомогою вогняного дощу, який з неба посилає Господь.
Більше про історію і наукові дослідження про цю колядку див. у розділах Мшанець (Самбірський район)#Колядка про Святу Софію в Києві та Галівка (Самбірський район)#Софійська коляда "Нащадо Світа".

## Збірники, антології, публікації колядок
- Коляда // Народные песни Галицкой и Угорской Руси: в 3 ч. — Ч. 2: Обрядные песни / собрал Я. Ф. Головацкий. — Москва: Изд. Имп. О-ва Истории и Древностей Рос. при Моск. Ун-те, 1878. — С. 1—98.
- Замечательные колядки / Киевская старина. — Январь, № 1. — 1889. — с. 231—233.
- Малорусские рождественские вирши / Киевская старина. — Январь, № 1. — 1889. — с. 234—236.
- Українські колядки. — Відень: Союз визволення України, 1916.
- Українські коляди (з нотами) / Упоряд. о. Марко Дирда. — Торонто: Видавництво і Друкарня 00. Василіян, 1950. — 167 с.
- Коляди або Пісні на Різдво Христове, з додатком Народніх Колядок, Щедрівок та Віншувань / Укл. Йосиф Когут. — Йорктон: Друкарня «Голосу Спасителя», 1953. — 192 с. Випуск 102.
- Колядки та щедрівки // Пісні Явдохи Зуїхи / АН УРСР, Ін-т мистецтвознав., фольклору та етнографії ім. М. Т. Рильського; упоряд., передмов. та примітки В. А. Юзвенко, М. Т. Яценко; відп. ред. О. І. Дей ; записав Г. Танцюра. — К.: Наукова думка, 1965. — 810 с.: ноти. — (Українська народна творчість). — C. 95—107.
- Колядник: з нотами на два голоси / Впорядкував Прот. о. Володимир Слюзар. Видання видавничої спілки Еклєзія. — Вінніпег, МАН, 1973. — 63 с.
- Кантичка української різдвяної містерії — мала антологія, збірка колядок, щедрівок, віншувань, вистав-вертепів, що побутують на території держави, творів різдвяної тематики поетів Західної України.
- Ольга Харчишин. Коляди — спільна спадщина українців та поляків [Архівовано 13 січня 2021 у Wayback Machine.]